# Islote Agustín Quirós
El islote Agustín Quirós, anteriormente denominado isla Cañón, es un minúsculo territorio insular situado al sudoeste del Uruguay, en aguas del Río de la Plata entre la costa del departamento de Colonia y las islas Timoteo Domínguez y Martín García, de las que se encuentra mucho más próximo.

## Descripción
Su nombre anterior era isla Cañón, al estar próximo a la punta Cañón, extremo norte de la isla Martín García, de la que dista 600 metros, siendo la distancia al punto más próximo a la isla Timoteo Domínguez de 623 m. En la costa uruguaya se posiciona equidistante a las puntas Martín Chico (a 2677 m) y Dorado, también conocida como Garibaldi (a 2657 m).
Se encuentra ubicado sobre el banco Martín García, el cual se desprende de la isla Timoteo Domínguez en dirección este, virando luego hacia el sur, desarrollándose en el área de aguas someras situada entre la isla Martín García y el canal homónimo, justo en el límite de dos secciones de su derrotero, el canal del Este (al norte) y el canal del Infierno (al sur), encontrándose en las coordenadas: 34°10′15.14″S 58°14′19.03″O / -34.1708722, -58.2386194, hacia el sudoeste del km 110,5; distancia referida al "km cero" que se encuentra en la baliza roja del extremo sur de la escollera norte del puerto de Buenos Aires.
Se originó en la década de 1980 como resultado del arrastre aluvional de sedimentos que son volcados por el río Paraná sobre el Río de la Plata.
Su forma es redondeada, con un diámetro de entre 50 a 57 metros; su superficie se encuentra totalmente cubierta por selva marginal del tipo denominado monte blanco.
Ecorregionalmente, sus aguas se incluyen en la ecorregión de agua dulce Paraná inferior; mientras que su superficie emergida se adscribe en la ecorregión terrestre delta e islas del río Paraná.

## Jurisdicción soberana
Según el artículo 46 del Tratado del Río de la Plata, al unirse la isla Martín García a otra isla, el límite binacional deberá seguir el perfil de la isla Martín García que resulta de la carta H-118, Segunda Edición, del año 1972, confeccionada por la Comisión Mixta Argentino-Uruguaya de Levantamiento Integral del Río de la Plata, y publicada por el Servicio de Hidrografía Naval de la República Argentina, pero el crecimiento aluvial que se forme o una a los sectores de M. García que dan a los canales de Buenos Aires y del Infierno pertenecerán a esa isla, es decir, a la Argentina, por lo que la condición de enclave que generalmente se le otorga a M. García es relativa al asignársele aguas donde proyectar sus aluviones para mantener el contacto costero con ambos canales sin costa seca, y sin servidumbre de paso. Por esta razón, las islas aluvionales que se formen entre Martín García y el canal que la separa de la costa continental uruguaya pertenecerán a la Argentina, comprendiendo de este modo el área donde se asienta el islote Agustín Quirós, sin embargo la posición más septentrional del mismo lo liga al área del río con soberanía del Uruguay, aunque si continúa elevándose el banco que se desprende desde este islote hacia el sur -en forma de espiga subacuática-, pasaría a ser un islote o isla con sectores en dos naciones. 

### Etimología toponímica
Este islote anteriormente era denominado isla Cañón, al ser su tierra más próxima la punta Cañón, extremo norte de la isla Martín García, de la que dista 600 metros. En el año 2001, su nombre fue cambiado por el de “islote Agustín Quirós”. Etimológicamente, este topónimo es un epónimo que honra el nombre de Agustín Quirós, quien fuera un teniente primero del ejército uruguayo. El 16 de marzo de 1852, fue retirado, junto con el resto de las fuerzas orientales acantonadas en la isla Martín García, de la defensa de dicho territorio insular por orden emanada del nuevo gobierno de Buenos Aires, tras la denominada batalla de Caseros. Había participado de la denominada defensa de Montevideo.